# هارموني ايكاندي
هارموني ايكاندي (بالإنجليزية: Harmony Ikande)‏ (17 سبتمبر 1990 بكانو في نيجيريا - ) هو لاعب كرة قدم نيجيري في مركز خط الوسط. شارك مع منتخب نيجيريا تحت 20 سنة لكرة القدم ومنتخب نيجيريا تحت 23 سنة لكرة القدم. أما مع النوادي، فقد لعب مع إيه سي ميلان وبيتار القدس ونادي بودابست هونفيد ونادي ساراييفو ونادي مونزا ونادي هبوعيل تل أبيب وUS Poggibonsi ‏ وهبوعيل عسقلان ‏ وMaccabi Yavne F.C. ‏ وBudapest Honvéd FC II ‏ وهوفيرلا أوجهورود ‏ وإكستريمادورا يونيون ديبورتيفا ونادي الجبلين ونادي الشعلة ونادي الوشم.

## وصلات خارجية
- هارموني ايكاندي على موقع الاتحاد الدولي (مؤرشف)  (الإنجليزية)
- هارموني ايكاندي على موقع اتحاد أوكرانيا (الإنجليزية)
- هارموني ايكاندي على موقع قاعدة بيانات كرة القدم.إي يو (الإنجليزية)
- هارموني ايكاندي على موقع Soccerway.com (الإنجليزية)
- هارموني ايكاندي على موقع عالم كرة القدم.نت (الإنجليزية)